# 314 v. Chr.
Portal Geschichte | Portal Biografien | Aktuelle Ereignisse | Jahreskalender | Tagesartikel

◄ |
5. Jahrhundert v. Chr. |
4. Jahrhundert v. Chr. |
3. Jahrhundert v. Chr. |
►

◄ | 330er v. Chr. | 320er v. Chr. | 310er v. Chr. | 300er v. Chr. |
290er v. Chr. |
►

◄◄ | ◄ | 317 v. Chr. | 316 v. Chr. | 315 v. Chr. | 314 v. Chr. |
313 v. Chr. |
312 v. Chr. |
311 v. Chr. |
► |
►►

## Ereignisse

### Reich Alexanders des Großen/Diadochenkriege
- Antigonos I. Monophthalmos greift das von Ptolemaios I. gehaltene Syrien an und belagert über ein Jahr lang die Stadt Tyros. Seleukos I. agiert unterdessen als Ptolemaios’ Admiral, sichert für ihn Zypern und segelt daraufhin in die Ägäis.
- Antigonos verbündet sich mit Polyperchon, der Stützpunkte auf dem Peloponnes hält.
- Antigonos verkündet die Freiheit der griechischen Städte. Wenig später erlässt Ptolemaios, gegen den Willen seines Verbündeten Kassander, eine ähnliche Proklamation.
- Antigonos lässt Peithon töten, der versucht hat, im Osten Persiens eine eigene Herrschaft zu begründen.
- In Karien gelingt Ptolemaios, dem Feldherrn Antigonos’, ein Sieg gegen Eupolemos, dem Feldherrn Kassanders. Eupolemos gerät in Gefangenschaft.
- Medios von Larissa, Admiral des Antigonos, gelingt ein Schlag gegen Kassanders Flotte bei Pydna, wobei er 36 gegnerische Schiffe erbeutet.
- Kassander belagert die Stadt Kyllene in Elis, muss die Belagerung aber aufgeben, nachdem Aristodemos, Feldherr des Antigonos, der Stadt zu Hilfe gekommen ist. Auch aus dem nahen achäischen Dyme, wo er eine makedonische Garnison stationiert hatte, wird Kassander von Aristodemos vertrieben, der auch Patras befreit. Sikyon wird dagegen von Kassanders Feldherr Alexander, nach dessen Ermordung von Alexanders Frau Kratesipolis gehalten.
- Kassander besiegt die illyrischen Taulantier unter König Glaukias, der dem epirotischen Prinzen Pyrrhos I. Asyl gewährt hatte. Kassander gelingt dabei die Einnahme der Stadt Epidamnos.
- Die Aitolier erobern die akarnanische Stadt Agrinion und töten deren Bewohner.

### Westliches Mittelmeer
- Zweiter Samnitenkrieg: Die Römer erobern Sora. Mehrere Städte der Aurunker, darunter Minturnae, erheben sich gegen Rom, das den Aufstand niederschlägt. Auch Luceria hat sich an der Erhebung beteiligt; hier gründen die Römer eine neue Kolonie mit 2.500 Siedlern. Vor Capua gelingt den Römern ein Sieg gegen die Samniten, denen das römische Heer bis vor ihre Hauptstadt Bovianum folgt, wo es überwintert.

### Kaiserreich China
- Zeit der Streitenden Reiche: Die Stadt Guilin wird unter der Qin-Dynastie gegründet.
- Nan wird 36. und letzter Kaiser der Zhou-Dynastie.

## Gestorben
- um 314 v. Chr.: Aischines, griechischer Redner (* 390/389 v. Chr.)
- 314 oder 313 v. Chr.: Xenokrates von Kalchedon (* 396/395 v. Chr.)